# Dolec Podokićki
Dolec Podokićki is een plaats in de gemeente Samobor in de Kroatische provincie Zagreb. De plaats telt 78 inwoners (2001).